# Südostasiatische Formel-4-Meisterschaft
Die Südostasiatische Formel-4-Meisterschaft ist eine Automobilrennserie nach dem FIA-Formel-4-Reglement in Südostasien. Die südostasiatische Formel-4-Meisterschaft wurde erstmals 2016/17 ausgetragen.

## Geschichte
Nachdem die FIA 2013 die Einführung eines Formel-4-Reglements beschlossen hatte, wurde die südostasiatische Formel-4-Meisterschaft zur Saison 2016 ins Leben gerufen.
Die Meisterschaft wird vom Verband Automobile Association of Malaysia (AAM) und der Asian Autosport Action Group (AAA) veranstaltet. Auch wird die Bezeichnung F4 SEA Championship für die Meisterschaft verwendet.

## Fahrzeug
In der südostasiatischen Formel-4-Meisterschaft wird das Tatuus-Chassis F4 T-421 mit dem FTJ-I4-Motor von Abarth und Reifen von Giti eingesetzt.
Bis zur Saison 2020 wurde das Mygale-Chassis M14-F4 mit einem Renault 2.0L F4R Motor verwendet. Die Reifen waren von Hankook.

## Besonderheiten
Im Gegensatz zu anderen FIA-Formel-4-Meisterschaften wurden bis 2020 in der südostasiatischen Formel-4-Meisterschaft alle Fahrzeuge von einem einzigen Rennstall – Meritus.GP – eingesetzt und es wurden sechs Rennen pro Rennwochenende ausgetragen um die Kosten der Meisterschaft so gering wie möglich zu halten.

## Bisherige Meister
| Saison  | Meister             | Punkte   | Zweiter        | Punkte   | Dritter          | Punkte   | Bestes Team       | Punkte            | Rookie              | Punkte            | Quelle   |
| ------- | ------------------- | -------- | -------------- | -------- | ---------------- | -------- | ----------------- | ----------------- | ------------------- | ----------------- | -------- |
| 2016/17 | Presley Martono     | 565      | Faine Kahia    | 563      | Akash Gowda      | 457      | Nicht ausgetragen | Nicht ausgetragen | Presley Martono     | 714               | [ 4 ]    |
| 2017/18 | Daniel Cao          | 518      | Kane Shepherd  | 402      | Nazim Azman      | 202      | Nicht ausgetragen | Nicht ausgetragen | Kane Shepherd       | 377               | [ 5 ]    |
| 2018/18 | Alessandro Ghiretti | 446      | Kane Shepherd  | 365      | Muizzuddin Gafar | 266      | Nicht ausgetragen | Nicht ausgetragen | Alessandro Ghiretti | 420               | [ 6 ]    |
| 2019/18 | Lucca Allen         | 619      | Elias Seppänen | 617      | Muizzuddin Gafar | 430      | Nicht ausgetragen | Nicht ausgetragen | Nicht ausgetragen   | Nicht ausgetragen | [ 7 ]    |
| 2020/18 | Abgesagt            | Abgesagt | Abgesagt       | Abgesagt | Abgesagt         | Abgesagt | Abgesagt          | Abgesagt          | Abgesagt            | Abgesagt          | Abgesagt |
| 2023/18 | Jack Beeton         | 130      | Doriane Pin    | 82       | Hadrien David    | 75       | AGI Sport         | 148               | Doriane Pin         | 111               | [ 8 ]    |